# 쿠푸아수
쿠푸아수(포르투갈어: cupuaçu, 학명: Theobroma grandiflorum 테오브로마 그란디플로룸[*])는 아욱과의 나무이다. 원산지는 브라질 및 인접 지역의 아마존 우림 등 열대 우림이다.

## 사진

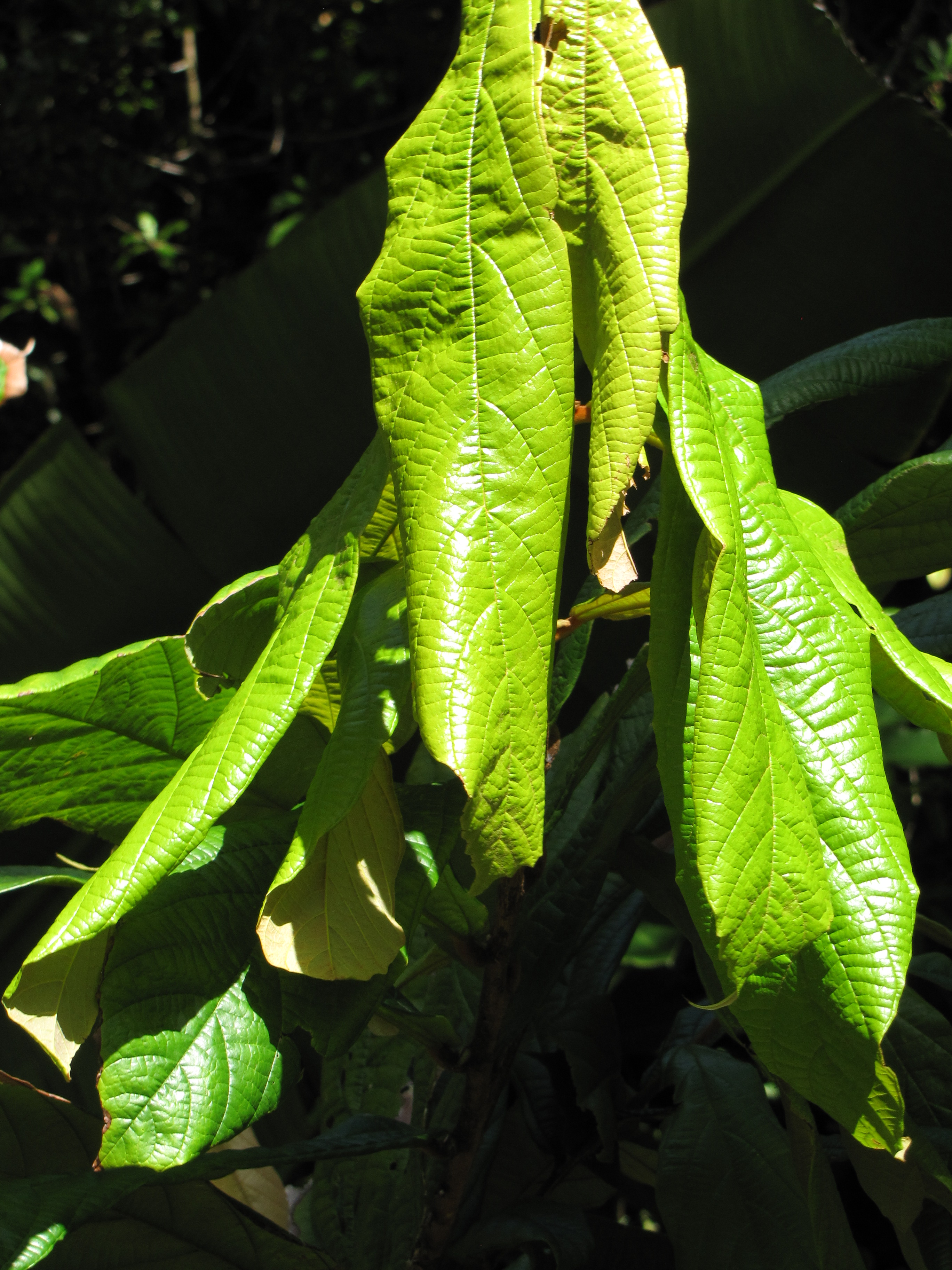
잎
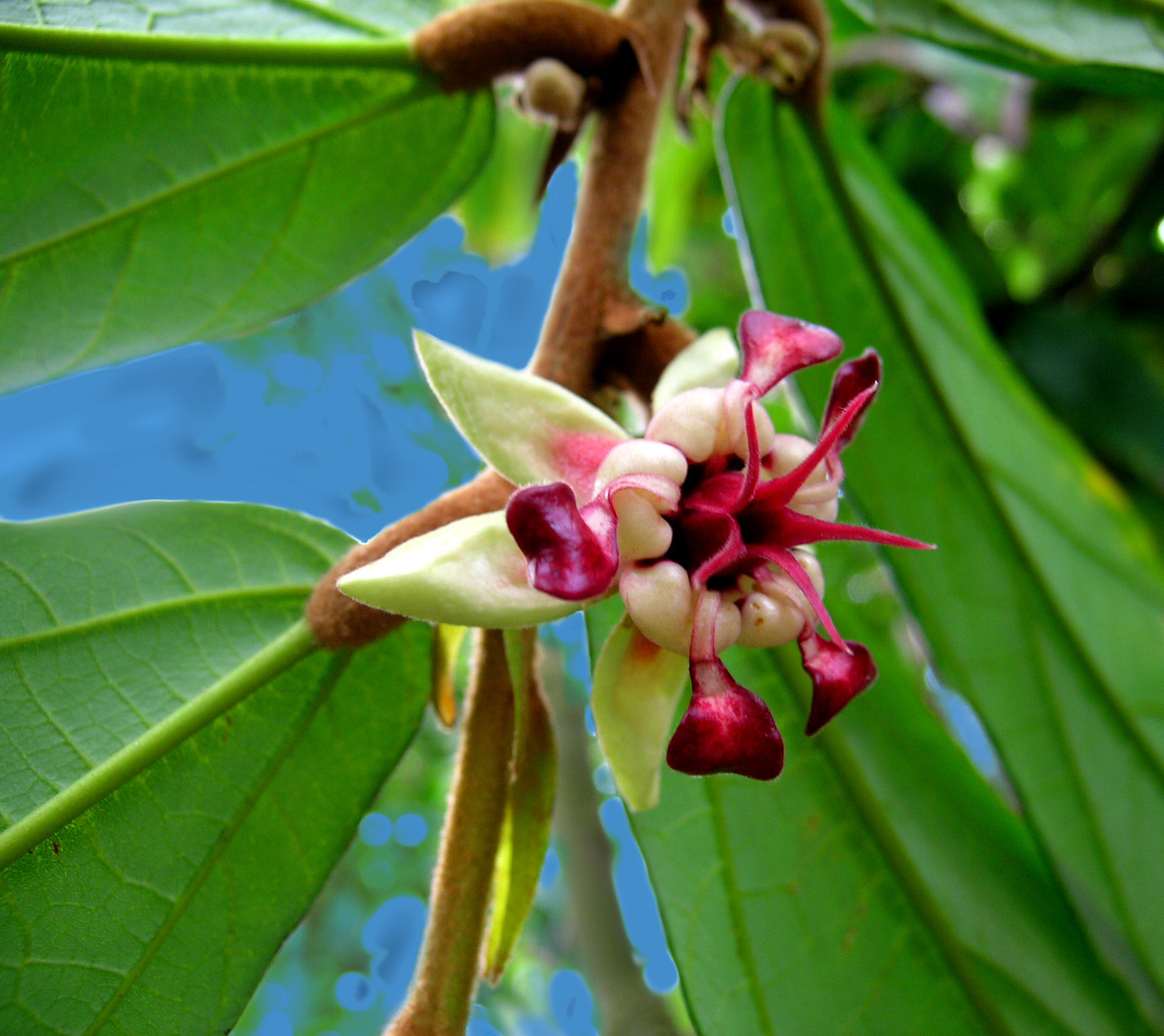
꽃
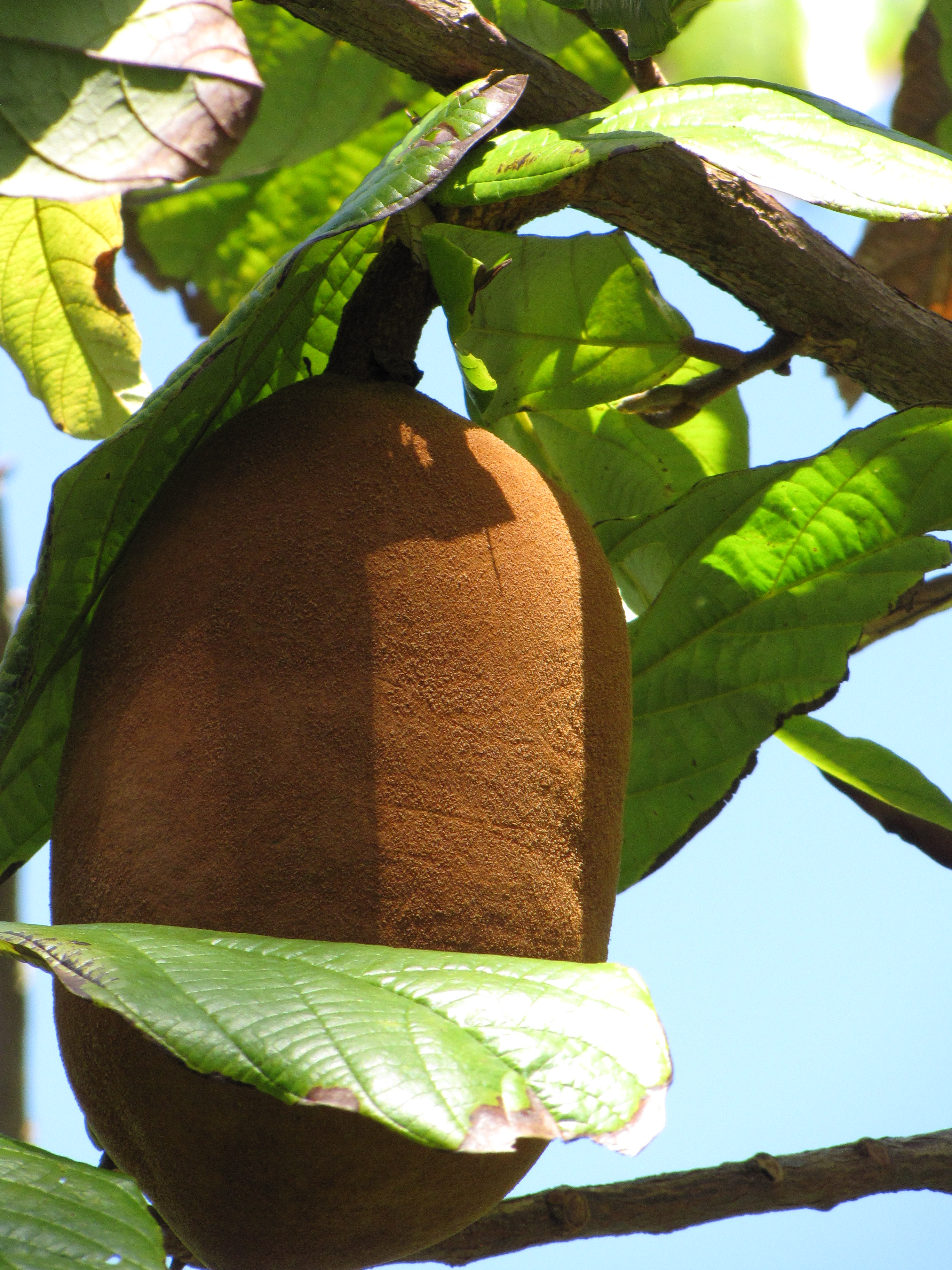
열매
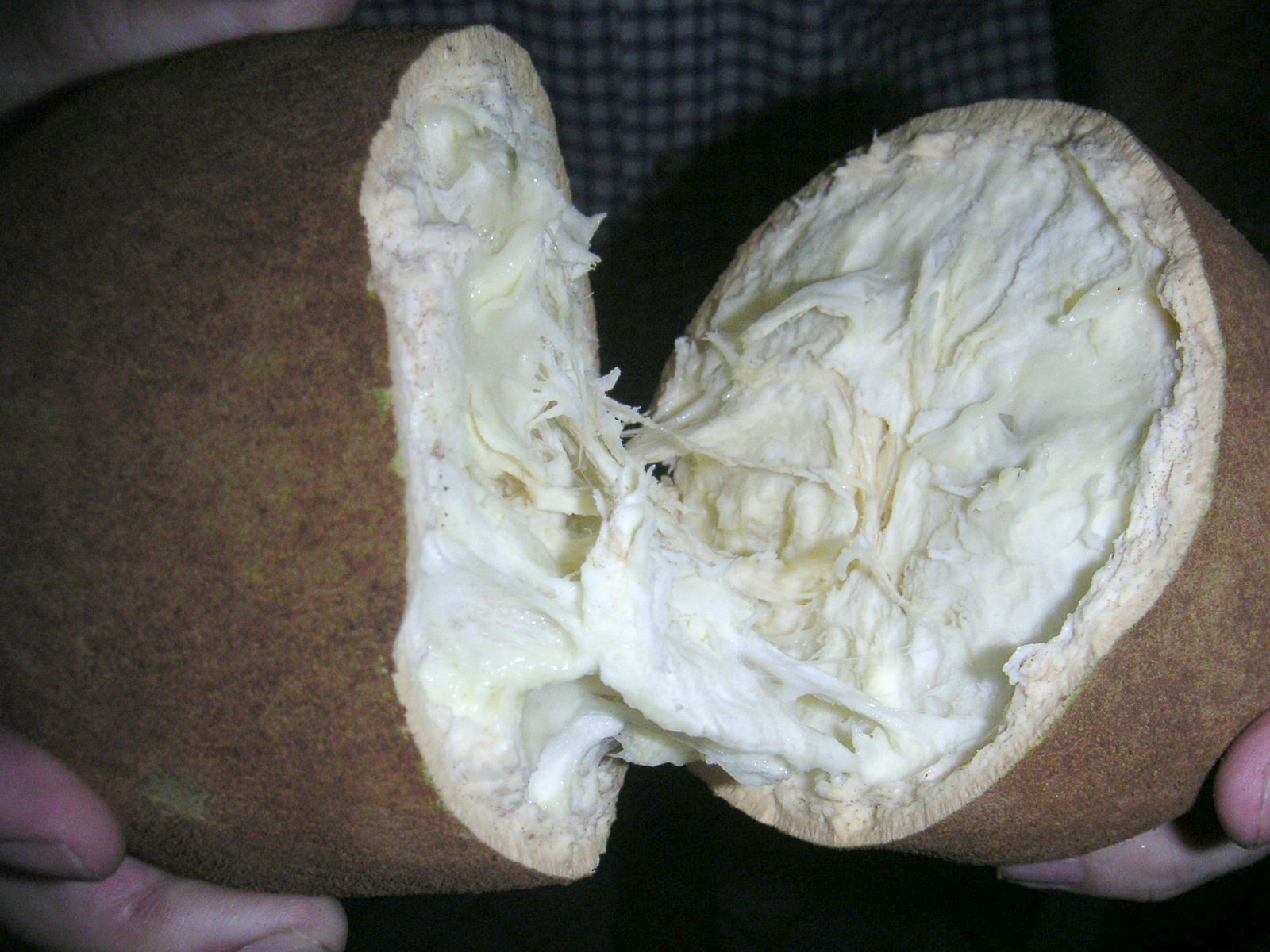
쿠푸아수 단면
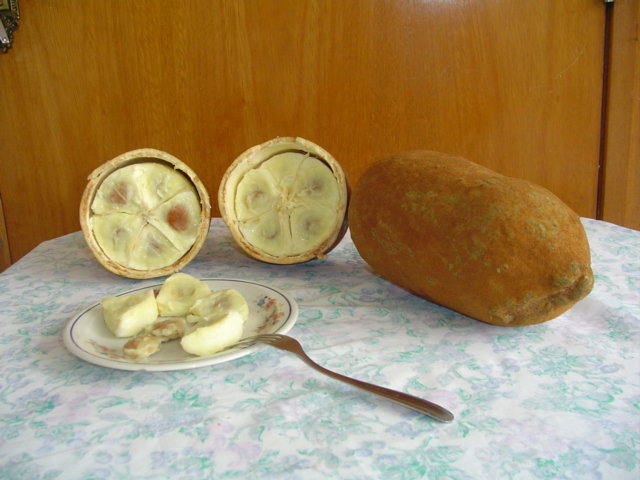
쿠푸아수